# Sydostasiatiska mästerskapet i fotboll 1996
Sydostasiatiska mästerskapet i fotboll 1996 var det 1:a Sydostasiatiska mästerskapet. Mästerskapet spelades i Singapore. Turneringen vanns av Thailand då man i finalen besegrade Malaysia.

## Gruppspel

### Grupp A
| Nr | Lag        | S | V | O | F | GM | IM | MS  | P  |
| -- | ---------- | - | - | - | - | -- | -- | --- | -- |
| 1  | Indonesien | 4 | 3 | 1 | 0 | 15 | 3  | +12 | 10 |
| 2  | Vietnam    | 4 | 2 | 2 | 0 | 9  | 4  | +5  | 8  |
| 3  | Burma      | 4 | 2 | 0 | 2 | 11 | 12 | −1  | 6  |
| 4  | Laos       | 4 | 1 | 1 | 2 | 5  | 10 | −5  | 4  |
| 5  | Kambodja   | 4 | 0 | 0 | 4 | 1  | 12 | −11 | 0  |

|      | 2 september 1996 | Vietnam                                                     | 3 – 1   | Kambodja      | Jurong Stadium       |                      |
| UTC+ | UTC+             | Trần Công Minh 21′ Lê Huỳnh Đức 30′ Võ Hoàng Bửu 80′ (str.) | (2 – 0) | 67′ Nuth Sony | Jurong Publik: 2 800 | Jurong Publik: 2 800 |
| UTC+ | UTC+             |                                                             |         |               | Jurong Publik: 2 800 | Jurong Publik: 2 800 |
| UTC+ | UTC+             |                                                             |         |               | Jurong Publik: 2 800 | Jurong Publik: 2 800 |

|      | 2 september 1996 | Indonesien                                                                                     | 5 – 1   | Laos                | Jurong Stadium       |                      |
| UTC+ | UTC+             | Fachri Husaini 5′ Eri Irianto 15′ Kurniawan Dwi Yulianto 17′ Robby Darwis 34′ Peri Sandria 65′ | (4 – 0) | 75′ Saysana Savatdy | Jurong Publik: 2 800 | Jurong Publik: 2 800 |
| UTC+ | UTC+             |                                                                                                |         |                     | Jurong Publik: 2 800 | Jurong Publik: 2 800 |
| UTC+ | UTC+             |                                                                                                |         |                     | Jurong Publik: 2 800 | Jurong Publik: 2 800 |

|      | 5 september 1996 | Laos                    | 1 – 1   | Vietnam          | Jurong Stadium       |                      |
| UTC+ | UTC+             | Chalana Luang-Amath 72′ | (0 – 0) | 85′ Lê Huỳnh Đức | Jurong Publik: 1 400 | Jurong Publik: 1 400 |
| UTC+ | UTC+             |                         |         |                  | Jurong Publik: 1 400 | Jurong Publik: 1 400 |
| UTC+ | UTC+             |                         |         |                  | Jurong Publik: 1 400 | Jurong Publik: 1 400 |

|      | 5 september 1996 | Burma                                                                    | 5 – 0   | Kambodja | Jurong Stadium       |                      |
| UTC+ | UTC+             | Tin Myo Aung 14′ Win Aung 35′, 54′ Myo Hlaing Win 71′ Maung Maung Oo 90′ | (2 – 0) |          | Jurong Publik: 1 500 | Jurong Publik: 1 500 |
| UTC+ | UTC+             |                                                                          |         |          | Jurong Publik: 1 500 | Jurong Publik: 1 500 |
| UTC+ | UTC+             |                                                                          |         |          | Jurong Publik: 1 500 | Jurong Publik: 1 500 |

|      | 7 september 1996 | Vietnam                                                                    | 4 – 1   | Burma                | Jurong Stadium       |                      |
| UTC+ | UTC+             | Nguyễn Hữu Đang 6′ Lê Huỳnh Đức 15′ Trần Công Minh 48′ Nguyễn Hồng Sơn 63′ | (2 – 1) | 24′ Maung Maung Htay | Jurong Publik: 2 000 | Jurong Publik: 2 000 |
| UTC+ | UTC+             |                                                                            |         |                      | Jurong Publik: 2 000 | Jurong Publik: 2 000 |
| UTC+ | UTC+             |                                                                            |         |                      | Jurong Publik: 2 000 | Jurong Publik: 2 000 |

|      | 7 september 1996 | Indonesien                                                  | 3 – 0   | Kambodja | Jurong Stadium       |                      |
| UTC+ | UTC+             | Kurniawan Dwi Yulianto 15′ Peri Sandria 23′ Eri Irianto 60′ | (2 – 0) |          | Jurong Publik: 2 000 | Jurong Publik: 2 000 |
| UTC+ | UTC+             |                                                             |         |          | Jurong Publik: 2 000 | Jurong Publik: 2 000 |
| UTC+ | UTC+             |                                                             |         |          | Jurong Publik: 2 000 | Jurong Publik: 2 000 |

|      | 9 september 1996 | Kambodja | 0 – 1   | Laos                       | Jurong Stadium       |                      |
| UTC+ | UTC+             |          | (0 – 1) | 39′ Keolakhone Channiphone | Jurong Publik: 4 000 | Jurong Publik: 4 000 |
| UTC+ | UTC+             |          |         |                            | Jurong Publik: 4 000 | Jurong Publik: 4 000 |
| UTC+ | UTC+             |          |         |                            | Jurong Publik: 4 000 | Jurong Publik: 4 000 |

|      | 9 september 1996 | Indonesien                                                                     | 6 – 1 | Burma                | Jurong Stadium       |                      |
| UTC+ | UTC+             | Fachri Husaini 7′, 66′ Peri Sandria 20′, 26′ Ansyari Lubis 28′ Eri Irianto 39′ |       | 26′ Maung Maung Htay | Jurong Publik: 4 000 | Jurong Publik: 4 000 |
| UTC+ | UTC+             |                                                                                |       |                      | Jurong Publik: 4 000 | Jurong Publik: 4 000 |
| UTC+ | UTC+             |                                                                                |       |                      | Jurong Publik: 4 000 | Jurong Publik: 4 000 |

|      | 11 september 1996 | Indonesien                 | 1 – 1   | Vietnam                 | Jurong Stadium       |                      |
| UTC+ | UTC+              | Kurniawan Dwi Yulianto 43′ | (1 – 0) | 77′ (str.) Võ Hoàng Bửu | Jurong Publik: 1 300 | Jurong Publik: 1 300 |
| UTC+ | UTC+              |                            |         |                         | Jurong Publik: 1 300 | Jurong Publik: 1 300 |
| UTC+ | UTC+              |                            |         |                         | Jurong Publik: 1 300 | Jurong Publik: 1 300 |

|      | 11 september 1996 | Laos                                                | 2 – 4   | Burma                                                   | Jurong Stadium     |                    |
| UTC+ | UTC+              | Bounlap Khenkitisack 40′ Phonesavanh Phimmasean 45′ | (2 – 2) | 16′, 69′ Win Aung 35′ Maung Maung Oo 82′ Myo Hlaing Win | Jurong Publik: 500 | Jurong Publik: 500 |
| UTC+ | UTC+              |                                                     |         |                                                         | Jurong Publik: 500 | Jurong Publik: 500 |
| UTC+ | UTC+              |                                                     |         |                                                         | Jurong Publik: 500 | Jurong Publik: 500 |

### Grupp B
| Nr | Lag          | S | V | O | F | GM | IM | MS  | P  |
| -- | ------------ | - | - | - | - | -- | -- | --- | -- |
| 1  | Thailand     | 4 | 3 | 1 | 0 | 13 | 1  | +12 | 10 |
| 2  | Malaysia     | 4 | 2 | 2 | 0 | 15 | 2  | +13 | 8  |
| 3  | Singapore    | 4 | 2 | 1 | 1 | 7  | 2  | +5  | 7  |
| 4  | Brunei       | 4 | 1 | 0 | 3 | 1  | 15 | −14 | 3  |
| 5  | Filippinerna | 4 | 0 | 0 | 4 | 0  | 16 | −16 | 0  |

|      | 1 september 1996 | Singapore       | 1 – 1   | Malaysia            | National Stadium       |                        |
| UTC+ | UTC+             | Fandi Ahmad 89′ | (0 – 0) | 76′ K. Sanbagamaran | Kallang Publik: 43 800 | Kallang Publik: 43 800 |
| UTC+ | UTC+             |                 |         |                     | Kallang Publik: 43 800 | Kallang Publik: 43 800 |
| UTC+ | UTC+             |                 |         |                     | Kallang Publik: 43 800 | Kallang Publik: 43 800 |

|      | 2 september 1996 | Filippinerna | 0 – 5   | Thailand                                                                         | Jurong Stadium       |                      |
| UTC+ | UTC+             |              | (0 – 4) | 10′, 38′ Phithaya Santawong 14′ Kiatisuk Senamuang 40′, 60′ Netipong Srithong-in | Jurong Publik: 2 800 | Jurong Publik: 2 800 |
| UTC+ | UTC+             |              |         |                                                                                  | Jurong Publik: 2 800 | Jurong Publik: 2 800 |
| UTC+ | UTC+             |              |         |                                                                                  | Jurong Publik: 2 800 | Jurong Publik: 2 800 |

|      | 4 september 1996 | Malaysia                                                                                      | 7 – 0   | Filippinerna | National Stadium      |                       |
| UTC+ | UTC+             | K. Sanbagamaran 36′, 61′, 89′ Azman Adnan 43′ Shamsurin Abdul Rahman 53′, 81′ M. Chandran 78′ | (2 – 0) |              | Kallang Publik: 1 000 | Kallang Publik: 1 000 |
| UTC+ | UTC+             |                                                                                               |         |              | Kallang Publik: 1 000 | Kallang Publik: 1 000 |
| UTC+ | UTC+             |                                                                                               |         |              | Kallang Publik: 1 000 | Kallang Publik: 1 000 |

|      | 4 september 1996 | Singapore                                            | 3 – 0   | Brunei | National Stadium      |                       |
| UTC+ | UTC+             | Hasnim Haron 1′ Steven Tan 4′ (str.) Fandi Ahmad 51′ | (2 – 0) |        | Kallang Publik: 8 400 | Kallang Publik: 8 400 |
| UTC+ | UTC+             |                                                      |         |        | Kallang Publik: 8 400 | Kallang Publik: 8 400 |
| UTC+ | UTC+             |                                                      |         |        | Kallang Publik: 8 400 | Kallang Publik: 8 400 |

|      | 6 september 1996 | Thailand                                                                                               | 6 – 0   | Brunei | National Stadium      |                       |
| UTC+ | UTC+             | Phithaya Santawong 15′ Netipong Srithong-in 23′, 87′ Worrawoot Srimaka 35′, 67′ Kiatisuk Senamuang 77′ | (3 – 0) |        | Kallang Publik: 8 000 | Kallang Publik: 8 000 |
| UTC+ | UTC+             | |         |        | Kallang Publik: 8 000 | Kallang Publik: 8 000 |
| UTC+ | UTC+             | |         |        | Kallang Publik: 8 000 | Kallang Publik: 8 000 |

|      | 6 september 1996 | Singapore                             | 3 – 0   | Filippinerna | National Stadium       |                        |
| UTC+ | UTC+             | Fandi Ahmad 20′, 42′ Lim Tong Hai 73′ | (2 – 0) |              | Kallang Publik: 12 000 | Kallang Publik: 12 000 |
| UTC+ | UTC+             |                                       |         |              | Kallang Publik: 12 000 | Kallang Publik: 12 000 |
| UTC+ | UTC+             |                                       |         |              | Kallang Publik: 12 000 | Kallang Publik: 12 000 |

|      | 8 september 1996 | Brunei             | 1 – 0   | Filippinerna | National Stadium      |                       |
| UTC+ | UTC+             | Irwan Mohammad 28′ | (1 – 0) |              | Kallang Publik: 3 000 | Kallang Publik: 3 000 |
| UTC+ | UTC+             |                    |         |              | Kallang Publik: 3 000 | Kallang Publik: 3 000 |
| UTC+ | UTC+             |                    |         |              | Kallang Publik: 3 000 | Kallang Publik: 3 000 |

|      | 8 september 1996 | Thailand               | 1 – 1   | Malaysia                 | National Stadium       |                        |
| UTC+ | UTC+             | Kiatisuk Senamuang 28′ | (1 – 0) | 59′ Zainal Abidin Hassan | Kallang Publik: 14 000 | Kallang Publik: 14 000 |
| UTC+ | UTC+             |                        |         |                          | Kallang Publik: 14 000 | Kallang Publik: 14 000 |
| UTC+ | UTC+             |                        |         |                          | Kallang Publik: 14 000 | Kallang Publik: 14 000 |

|      | 10 september 1996 | Malaysia                                                                                    | 6 – 0   | Brunei | National Stadium       |                        |
| UTC+ | UTC+              | K. Sanbagamaran 3′ Shamsurin Abdul Rahman 37′ Anuar Abu Bakar 47′, 60′ M. Chandran 82′, 89′ | (2 – 0) |        | Kallang Publik: 20 000 | Kallang Publik: 20 000 |
| UTC+ | UTC+              |                                                                                             |         |        | Kallang Publik: 20 000 | Kallang Publik: 20 000 |
| UTC+ | UTC+              |                                                                                             |         |        | Kallang Publik: 20 000 | Kallang Publik: 20 000 |

|      | 10 september 1996 | Singapore | 0 – 1   | Thailand                 | National Stadium       |                        |
| UTC+ | UTC+              |           | (0 – 0) | 70′ Netipong Srithong-in | Kallang Publik: 42 000 | Kallang Publik: 42 000 |
| UTC+ | UTC+              |           |         |                          | Kallang Publik: 42 000 | Kallang Publik: 42 000 |
| UTC+ | UTC+              |           |         |                          | Kallang Publik: 42 000 | Kallang Publik: 42 000 |

## Slutspel

### Slutspelsträd
|  | Semifinaler | Semifinaler |   |            | Final      | Final |  |
|  |             |             |   |            |            |       |  |
|  |             |             |   |            |            |       |  |
|  | Malaysia    | 3           |   |            |            |       |  |
|  | Indonesien  | 1           |   |            |            |       |  |
|  |             |             |   |            |            |       |  |
|  |             |             |   |            |            |       |  |
|  |             |             |   |            | Thailand   | 1     |  |
|  |             | Malaysia    | 0 |            |            |       |  |
|  |             |             |   |            |            |       |  |
|  |             |             |   |            |            |       |  |
|  |             |             |   |            | Bronsmatch |       |  |
|  |             |             |   |            |            |       |  |
|  | Thailand    | 4           |   | Indonesien | 2          |       |  |
|  | Vietnam     | 2           |   |            | Vietnam    | 3     |  |

### Semifinaler
|      | 13 september 1996 | Indonesien             | 1 – 3   | Malaysia                                                        | National Stadium       |                        |
| UTC+ | UTC+              | Azmil Azali 44′ (sjm.) | (1 – 2) | 5′ K. Sanbagamaran 16′ Rusdee Sulong 76′ Shamsurin Abdul Rahman | Kallang Publik: 20 000 | Kallang Publik: 20 000 |
| UTC+ | UTC+              |                        |         |                                                                 | Kallang Publik: 20 000 | Kallang Publik: 20 000 |
| UTC+ | UTC+              |                        |         |                                                                 | Kallang Publik: 20 000 | Kallang Publik: 20 000 |

|      | 13 september 1996 | Thailand                                                                 | 4 – 2   | Vietnam                                     | National Stadium       |                        |
| UTC+ | UTC+              | Kiatisuk Senamuang 3′ Netipong Srithong-in 9′, 24′ Worrawoot Srimaka 46′ | (3 – 0) | 83′ (str.) Võ Hoàng Bửu 88′ Nguyễn Hồng Sơn | Kallang Publik: 20 000 | Kallang Publik: 20 000 |
| UTC+ | UTC+              |                                                                          |         |                                             | Kallang Publik: 20 000 | Kallang Publik: 20 000 |
| UTC+ | UTC+              |                                                                          |         |                                             | Kallang Publik: 20 000 | Kallang Publik: 20 000 |

### Bronsmatch
|      | 15 september 1996 | Indonesien                                          | 2 – 3   | Vietnam                                                             | National Stadium       |                        |
| UTC+ | UTC+              | Kurniawan Dwi Yulianto 66′ Aples Gideon Tecuari 85′ | (0 – 2) | 8′ Huỳnh Quốc Cường 27′ (sjm.) Yeyen Tumena 73′ (str.) Võ Hoàng Bửu | Kallang Publik: 32 000 | Kallang Publik: 32 000 |
| UTC+ | UTC+              |                                                     |         |                                                                     | Kallang Publik: 32 000 | Kallang Publik: 32 000 |
| UTC+ | UTC+              |                                                     |         |                                                                     | Kallang Publik: 32 000 | Kallang Publik: 32 000 |

### Final
|      | 15 september 1996 | Thailand              | 1 – 0   | Malaysia | National Stadium                                     |                                                      |
| UTC+ | UTC+              | Kiatisuk Senamuang 9′ | (1 – 0) |          | Kallang Publik: 32 000 Domare: Yoshimi Ogawa (Japan) | Kallang Publik: 32 000 Domare: Yoshimi Ogawa (Japan) |
| UTC+ | UTC+              |                       |         |          | Kallang Publik: 32 000 Domare: Yoshimi Ogawa (Japan) | Kallang Publik: 32 000 Domare: Yoshimi Ogawa (Japan) |
| UTC+ | UTC+              |                       |         |          | Kallang Publik: 32 000 Domare: Yoshimi Ogawa (Japan) | Kallang Publik: 32 000 Domare: Yoshimi Ogawa (Japan) |

## Sammanställning
Matcher avgjorda under förlängning räknas som vinst respektive förlust, matcher avgjorda efter straffsparksläggning räknas som oavgjort.
| Nr | Lag          | S | V | O | F | GM | IM | MS  | P  |
| -- | ------------ | - | - | - | - | -- | -- | --- | -- |
| 1  | Thailand     | 6 | 5 | 1 | 0 | 18 | 3  | +15 | 16 |
| 2  | Malaysia     | 6 | 3 | 2 | 1 | 18 | 4  | +14 | 11 |
| 3  | Vietnam      | 6 | 3 | 2 | 1 | 14 | 10 | +4  | 11 |
| 4  | Indonesien   | 6 | 3 | 1 | 2 | 18 | 9  | +9  | 10 |
| 5  | Singapore    | 4 | 2 | 1 | 1 | 7  | 2  | +5  | 7  |
| 6  | Burma        | 4 | 2 | 0 | 2 | 11 | 12 | −1  | 6  |
| 7  | Laos         | 4 | 1 | 1 | 2 | 5  | 10 | −5  | 4  |
| 8  | Brunei       | 4 | 1 | 0 | 3 | 1  | 15 | −14 | 3  |
| 9  | Kambodja     | 4 | 0 | 0 | 4 | 1  | 12 | −11 | 0  |
| 10 | Filippinerna | 4 | 0 | 0 | 4 | 0  | 16 | −16 | 0  |